# Blaubach
Blaubach in der Westpfalz ist eine Ortsgemeinde im Landkreis Kusel in Rheinland-Pfalz. Sie gehört der Verbandsgemeinde Kusel-Altenglan an.

## Geographie
Blaubach liegt oberhalb von Kusel im Blaubachtal am Rande des Saar-Nahe-Berglandes.
Zu Blaubach gehört auch der Wohnplatz Rothengründerhof.

## Geschichte
Die Ortschaft wurde im Jahr 1436 erstmals erwähnt in einem Zinsbuch der Propstei St. Remigius.
Zunächst zur Grafschaft Veldenz gehörend, fiel der Ort mit dem Erlöschen deren männlicher Linie 1444 an das neu gebildete Fürstentum Pfalz-Zweibrücken, dessen weitere Schicksale Blaubach nun teilte. Im Jahr 1480 sind vier steuerpflichtige Familien verzeichnet.
In den kommenden Jahrhunderten vergrößerte sich Blaubach zunächst nicht, da es mehrmals erhebliche Bevölkerungsverluste zu erleiden hatte, die nachfolgend durch Zuwanderung ausgeglichen wurden. Die Pest forderte vor allem in den Jahren 1574 und 1597 zahlreiche Menschenleben. Nachfolgend verursachten im 17. Jahrhundert sowohl der Dreißigjährige Krieg als auch der Holländische Krieg schwere Verwüstungen und Opfer. So finden sich im Kirchenbuch von Kusel nach dem Dreißigjährigen Krieg nur noch die Namen zweier zuvor ortsansässiger Familien in Blaubach, alle anderen sind neu.
Im 18. Jahrhundert setzte – trotz zeitgleicher Auswanderung vor allem nach Amerika – ein beständiges Wachstum der Bevölkerung ein.
Von 1801 bis 1814 gehörte Blaubach zu Frankreich als Teil des Saardepartements, Arrondissement Birkenfeld, Canton und Marie Kusel. Auf dem Wiener Kongress fiel die linksrheinische Pfalz 1815 zunächst an Österreich und 1816 aufgrund eines Tauschvertrages an das Königreich Bayern. Der Ort wurde nun dem Landkommissariat Kusel im bayerischen Rheinkreis zugeordnet.
Im 19. Jahrhundert begann ein deutlicher Strukturwandel. Blaubach entwickelte sich vom Bauerndorf zunehmend zu einer reinen Wohnsiedlung. Von der Landwirtschaft lebten 1882 noch 95 % der Einwohner, 1937 waren es 40 %, 1975 nur noch 2,5 %.
Nach dem Zweiten Weltkrieg wurde Blaubach innerhalb der französischen Besatzungszone Teil des damals neu gebildeten Landes Rheinland-Pfalz. Im Zuge der ersten rheinland-pfälzischen Verwaltungsreform wurde der Ort 1972 der Verbandsgemeinde Kusel zugeordnet, die 2018 in der Verbandsgemeinde Kusel-Altenglan aufging.

## Politik

### Bürgermeister
Daniel Becker wurde im Juli 2024 zum Ortsbürgermeister von Blaubach gewählt.
Zuvor war das Amt vakant. Andreas Lutz wurde am 9. Januar 2017 Ortsbürgermeister. Da bei der Direktwahl am 26. Mai 2019 kein Kandidat angetreten war, erfolgte die anstehende Wahl gemäß Gemeindeordnung durch den Rat. Dieser bestätigte Lutz am 26. September 2019 für weitere fünf Jahre in seinem Amt. Mit Wirkung zum 15. Januar 2022 legte Lutz sein Amt jedoch vorzeitig nieder. Da für eine am 10. April 2022 angesetzte Direktwahl kein Wahlvorschlag eingereicht wurde, oblag die Neuwahl nachfolgend wieder dem Gemeinderat. Da dieser am 30. Mai 2022 erneut keinen Bewerber finden konnte, und auch der bisherige Erste Beigeordnete Peter Dietrich sein Amt niederlegte, wurden die Amtsgeschäfte vom Bürgermeister der Verbandsgemeinde Kusel-Altenglan, Stefan Spitzer, als Fürsorgebeauftragter der Verwaltung ausgeübt. Zur Direktwahl am 9. Juni 2024 gab es erneut keine Bewerbungen. Daher erfolgte die Wahl durch den Rat.
Vorgänger von Lutz waren der am 17. September 2014 vom Rat gewählte Manfred Trotzki, der zum 31. März 2016 aus gesundheitlichen Gründen zurücktreten musste, für wenige Wochen Stefan Spitzer als von der Kommunalaufsicht eingesetzter Fürsorgebeauftragter, sowie von 1999 bis zum 25. Juni 2014 Martin Pfeiffer.

### Wappen
Die Blasonierung des Wappens lautet: „In Blau eine stehende, goldgehörnte und behufte, silberne Ziege.“

## Verkehr
Im Süden verläuft die A 62. In Kusel befindet sich ein Bahnhof der Bahnstrecke Landstuhl–Kusel.

## Persönlichkeiten

### In Blaubach geboren
- Der Profifußballspieler Philipp Hoffmann wurde 1992 in Blaubach geboren.

### Mit Blaubach verbunden
- Franz Dietrich (1935–2009), Gymnasiallehrer in Kusel, lebte in Blaubach und war zeitweise Ortsbürgermeister. Er schrieb einige volkstümliche Theaterstücke und drei Bücher, in denen er Menschen der Westrichlandschaft humorvoll glossierte („Vom Schmeltzer Karl und von anderen Leuten“).[19]
- Miroslav Klose, Fußballnationalspieler und Weltmeister, war der berühmteste Mitbürger von Blaubach. In seiner Jugend spielte er für die 2014 aufgelöste SG Blaubach-Diedelkopf.